# Карагайкуль
Карагайку́ль (рос. Карагайкуль, башк. Ҡарағайкүл) — присілок у складі Благовіщенського району Башкортостану, Росія. Входить до складу Октябрської сільської ради.
Населення — 111 осіб (2010; 130 в 2002).
Національний склад:
- башкири — 69 %
- татари — 29 %